# Meige-Krankheit
Die Meige-Krankheit ist eine sehr seltene angeborene Form eines Lymphödemes mit den Hauptmerkmalen Manifestation im Pubertätsalter und weiteren angeborenen Anomalien.
Synonyme sind:  Hereditäres Lymphödem Typ II Meige; Trophödem Meige; Lymphödem, Typ Meige; englisch familial lymphedema praecox; Late-onset lymphedema; Meige's disease
Die Krankheit ist nicht zu verwechseln mit dem Meige-Syndrom, einer seltenen neurologischen Erkrankung.
Die Bezeichnung bezieht sich auf den Autor der Beschreibung aus dem Jahre 1889 durch den französischen Neurologen Henry Meige (1866–1940), einen Schüler von Jean-Martin Charcot.
Die Erstbeschreibung als lymphatisches Ödem mit Missbildungen stammt aus dem Jahre 1863 von Rudolf Virchow.

## Verbreitung
Die Häufigkeit ist nicht bekannt, die Vererbung erfolgt autosomal-dominant,
Frauen sind doppelt so häufig wie Männer betroffen.

## Ursache
Die Ursache ist bislang nicht bekannt, es wurde eine Mutation im FOXC2-Gen diskutiert, aber nicht betätigt.

## Klinische Erscheinungen
Klinische Kriterien sind:
- abrupt um die Pubertät einsetzendes Lymphödem an den unteren Extremitäten, häufig schmerzhaft mit akuten Entzündungszeichen
- seltener Lymphödem am Genitale, den oberen Extremitäten, dem Gesicht oder im Thorax mit Pleuraergüssen
- häufig partielle häutige Syndaktylien der Zehen
- doppelreihige Augenwimpern (Distichiasis)
- ferner Myopie, Ptosis, gelbe Nägel, extradurale Zysten oder Wirbelanomalien, Gaumenspalte, Sinusitis und Bronchiektasen
- Minderwuchs, Hypogenitalismus, Cholestase intrahepatisch

Mitunter liegen verminderte oder fehlende Lymphknoten in der Achsel und oberhalb des Leistenbandes vor.

## Differentialdiagnose
Abzugrenzen ist die Milroy-Krankheit mit Lymphödem bereits bei der Geburt.

## Geschichte
Die Krankheit wurde früher unter der zusammenfassenden Bezeichnung Nonne-Milroy-Meige-Syndrom geführt.